# 水酸化リン酸カルシウム
水酸化リン酸カルシウム（すいさんかりんさんカルシウム、英語: calcium hydroxyphosphate）は、リン酸カルシウムの一種である。
ハイドロキシアパタイト、ヒドロキシアパタイトなどともよばれる。骨や歯は水酸化リン酸カルシウム（ヒドロキシアパタイト）(Ca10(PO4)6(OH)2）からなるとよく歯科医などが説明しているが、これは誤りである。実際はCa10CO3(PO4)6∙H2O（炭酸水酸化リン酸カルシウム）のような（イオンの比はバラツキがあるり先の組成式通りではない）炭酸イオンを含んだカルシウム塩が骨に含まれることがＸ線解析によってわかっている。

## 脚注

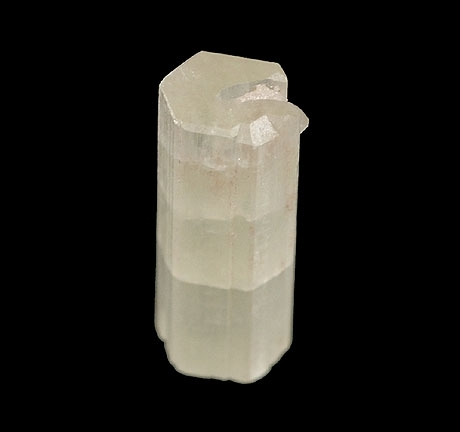
ボリビア・ポトシ県で採掘された水酸化リン酸カルシウムの結晶（水酸燐灰石）。13mm×5mm×4mm。